# Réjean Breton
Pour les articles homonymes, voir Breton (homonymie).
Réjean Breton est un ancien professeur de la Faculté de droit de l'Université Laval à Québec au Canada et un antisyndicaliste notoire. 
Il est spécialiste en droit du travail et prend ouvertement position contre le modèle de syndicalisation québécois et la formule Rand.
En 2006, il a participé au documentaire L'Illusion Tranquille de Joanne Marcotte.
Il commente la politique à titre de chroniqueur sur les ondes de Radio X,LCN, V Télé précédé par TQS

## Livres
- Les monopoles syndicaux dans écoles/villes (1999)[5]
- Le National-syndicalisme (2001)[6]